# Dragones
Dragones är en ort i Argentina.   Den ligger i provinsen Salta, i den norra delen av landet, 1 400 km norr om huvudstaden Buenos Aires. Dragones ligger 245 meter över havet och antalet invånare är 1 736.
Terrängen runt Dragones är mycket platt. Runt Dragones är det mycket glesbefolkat, med 2 invånare per kvadratkilometer..
I omgivningarna runt Dragones växer i huvudsak lövfällande lövskog.